# 羅璋
羅璋（1464年—？），字瑞卿，山東濟南府歷城縣人，明朝政治人物。

## 生平
弘治五年（1492年）壬子科山東鄉試第三十六名，弘治九年（1496年）丙辰科進士。任山西翼城县知县，正德間任河南彰德府知府、直隸大名府知府。

## 家族
曾祖羅昇；祖父羅真，封刑部主事；父羅睿，按察司僉事。母蕭氏（封安人）。慈侍下。

## 延伸阅读
[在维基数据编辑]
 《明史卷二百九十七》，出自《明史》